# Фронт-офис
Фронт-офис — общее наименование группы подразделений или процессов в организациях, отвечающих за непосредственную работу с клиентами, заказчиками.
Типичные фронт-офисные функции включают коммуникацию с клиентами, получение и ввод для последующей обработки документов от клиентов, взаимодействие с прочими внутренними подразделениями компании для предоставления клиенту информации, обзвон и рассылку клиентам информационных сообщений, обработку входящих звонков.
Примерами фронт-офисных подразделений являются колл-центры, торговые и демонстрационные залы, кассы клиентского обслуживания. Примеры фронт-офисных информационных систем — портал самообслуживания клиента («личный кабинет»), информационный киоск торгового зала, система дистанционного банковского обслуживания, информационные системы поддержки фронт-офисной деятельности — CRM, модули ERP по вводу клиентских заказов, модули АБС по обеспечению деятельности операционного зала.
Часто понятие используется в противопоставление бэк-офису (подразделениям, осуществляющим обеспечивающую деятельность), иногда (в финансовом секторе) — мидл-офису (подразделениям, занятым проверкой и непосредственной обработкой клиентских операций).